# Зелене (Мельнице-Подільська селищна громада)
Зеле́не, Зеле́на — село в Україні, у Мельнице-Подільській селищній громаді Чортківського району Тернопільської області. Розташоване на півдні району. До 2015 було підпорядковане Мельнице-Подільській селищній раді. До села приєднано хутори Оленівка та Юр'янівка.
Від вересня 2015 року ввійшло у склад Мельнице-Подільської селищної громади.
Населення — 425 осіб (2003).

## Географія
Село розташоване на відстані 375 км від Києва, 116 км — від обласного центру міста Тернополя та 27 км від міста Борщів.

## Історія
До 2015 року належало до Мельнице-Подільської селищної ради.
12 червня 2020 року, відповідно до розпорядження Кабінету Міністрів України № 724-р «Про визначення адміністративних центрів та затвердження територій територіальних громад Тернопільської області» увійшло до складу Мельнице-Подільської селищної громади.
19 липня 2020 року, в результаті адміністративно-територіальної реформи та ліквідації Борщівського району, село увійшло до складу Чортківського району.

## Населення
Згідно з переписом УРСР 1989 року чисельність наявного населення села становила 426 осіб, з яких 195 чоловіків та 231 жінка.
За переписом населення України 2001 року в селі мешкало 405 осіб.

### Мова
Розподіл населення за рідною мовою за даними перепису 2001 року:
| Мова       | Кількість | Відсоток |
| ---------- | --------- | -------- |
| українська | 408       | 100%     |

## Пам'ятки

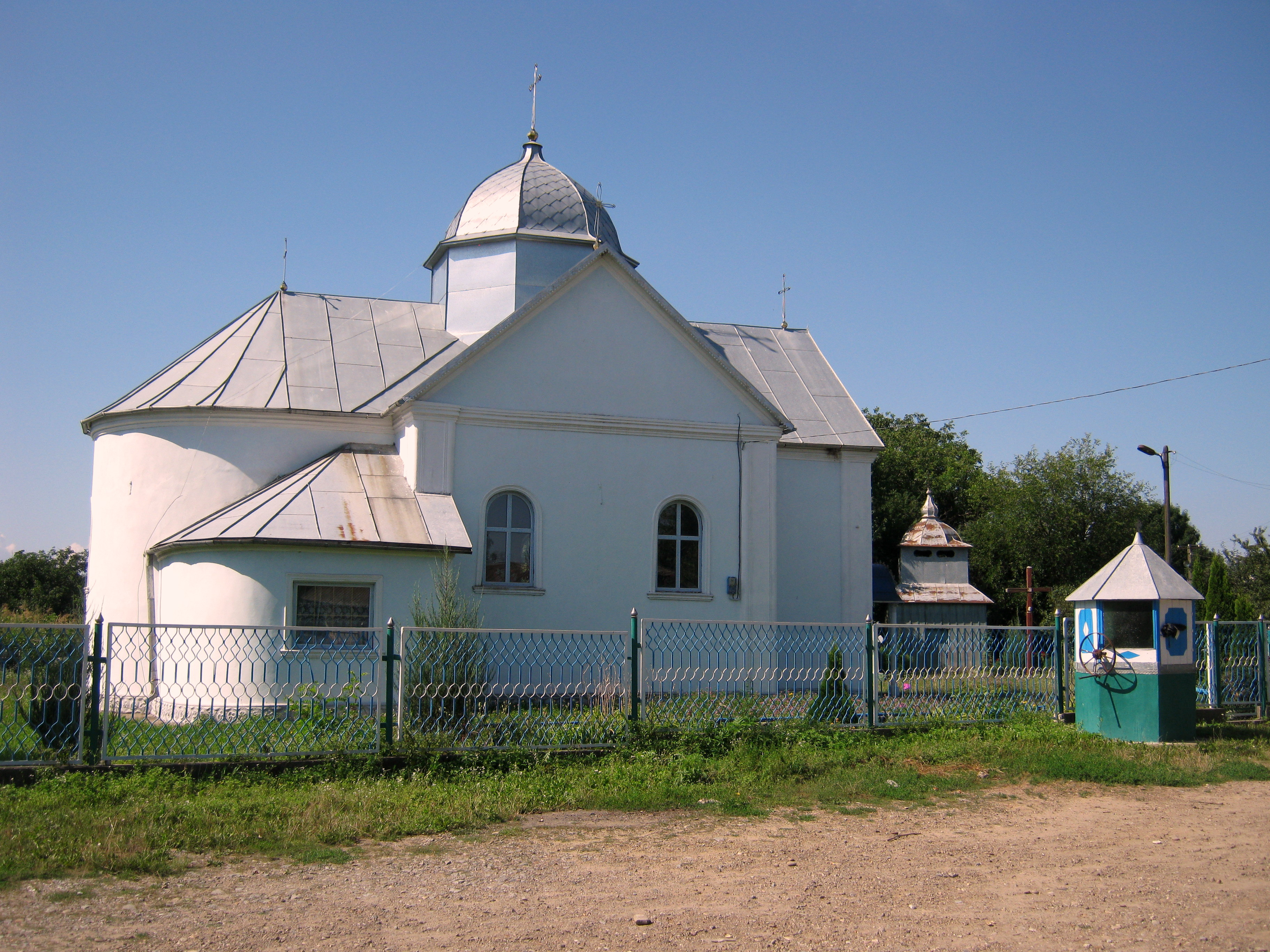
Церква святого Вознесіння

Є церква Вознесіння Господа Нашого Ісуса Христа (1905; кам'яна).
Споруджено Каплицю Св. Богородиці (2008).
Споруджено пам'ятники:

Пам'ятник Тарасові Шевченку

- Т. Шевченку (1964; скульптор В. Горн)
- полеглим у німецько-радянській війні воїнам-односельцям (1969)
- встановлено пам'ятний хрест на честь скасування панщини.

## Відомі люди
У Зеленому народився громадський діяч у Канаді Д. Габріел.
- Безкровний Євген Олександрович (1989—2022) — солдат Збройних сил України, учасник російсько-української війни.

## Світлини

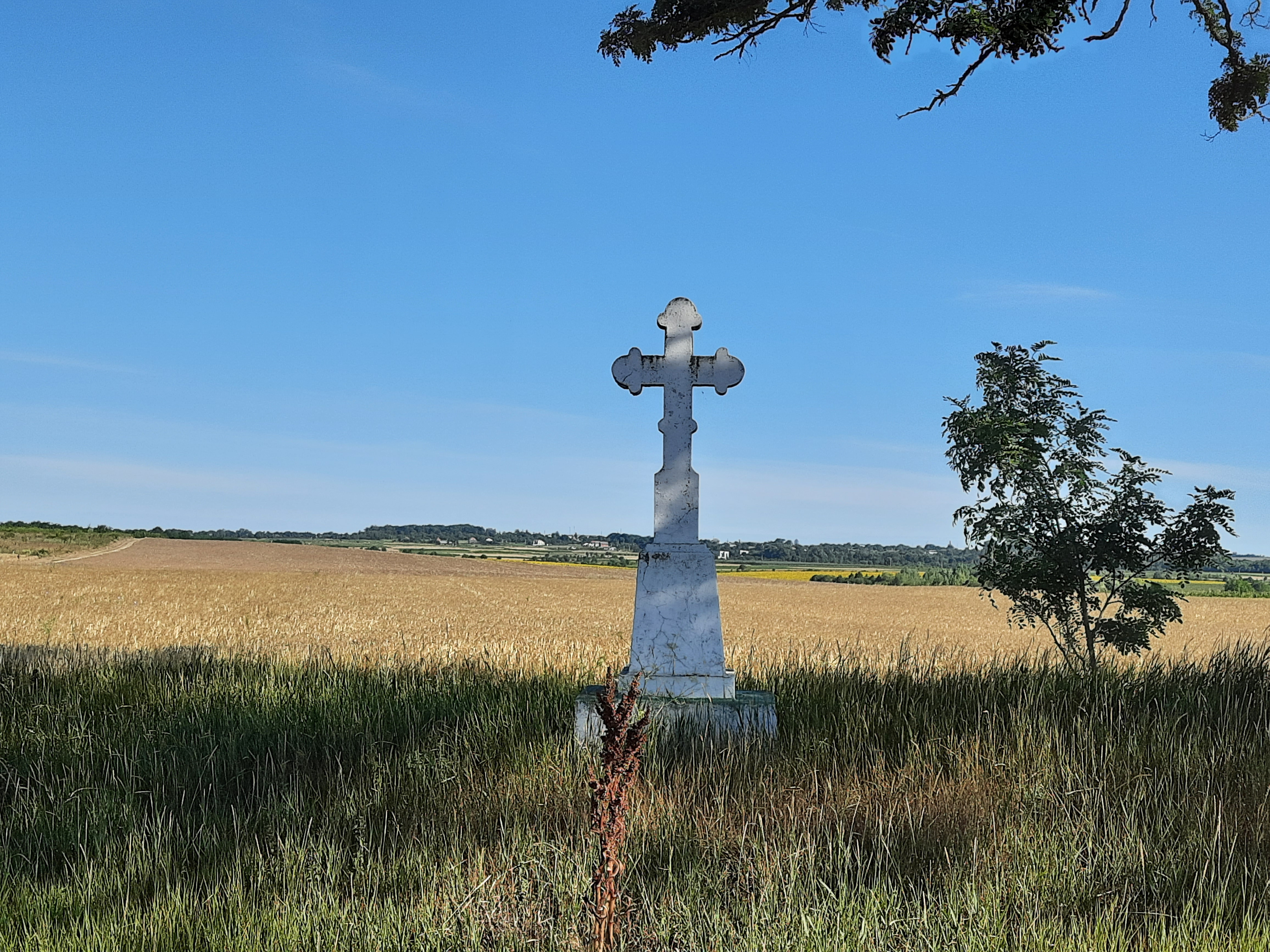
Пам'ятний хрест на околиці
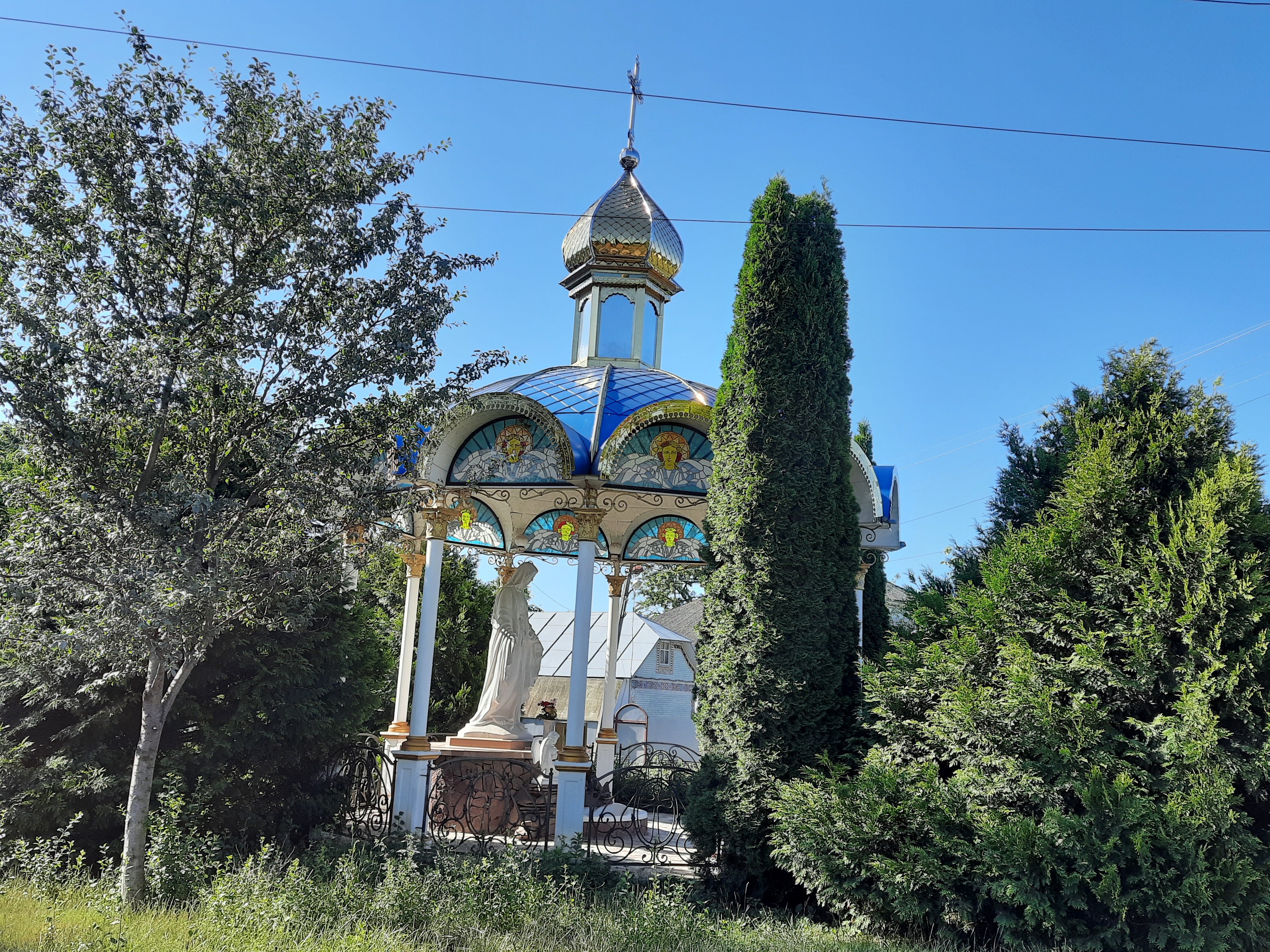
"Фігура" Божої Матері